# 金湖県
金湖県（きんこ-けん）は中華人民共和国江蘇省に位置する省直轄の県であり、しばらくの間、淮安市の代理管轄下に置かれている。

## 歴史
1960年、宝応県より分割・新設された。

## 行政区画
- 街道:黎城街道、戴楼街道、金北街道
- 鎮:金南鎮、塔集鎮、前鋒鎮、呂良鎮、銀塗鎮